# Каллісто (роман)
«Каллісто» (інша назва «Планетний гість») — науково-фантастичний роман 1957 року радянського письменника Георгія Мартинова. Перший роман дилогії, другий роман якої «Каллістяни» (1960).

## Сюжет
Дія роману відбувається в Радянському Союзі у недалекому майбутньому щодо часу його написання.
Космічний корабель, що має форму білої кулі 30-метрового діаметру, помічений земними астрономами ще при підльоті до Землі, опускається на її поверхню на території СРСР, в Курській області, в десяти кілометрах на південь від селища Золотухино.
Навколо сівшого корабля організується тимчасовий табір живучі в якому радянські та іноземні науковці та журналісти з нетерпінням чекають зустрічі з прибульцями, проте екіпаж корабля виходить з нього лише через 19 днів, 15 серпня. Люди і прибульці (високі чорношкірі гуманоїди) починають вивчати один одного. З'ясовується, що гості прилетіли з планети системи Сіріуса, на якій давно побудований комунізм. В людей ця планета отримує назву «Каллісто» (назва не має відношення до супутника Юпітера), за приблизною співзвучністю з її складною оригінальною назвою, а її мешканців називають «каллістяни».
Каллістяни вивчають життя землян і діляться з ними інформацією про свої технології (нові хімічні елементи, медичні технології, принципи конструкції реактивних двигунів і т. д.). Капіталістичні країни побоюються, що технології будуть монополізовані СРСР і використані у військових цілях. Агент розвідки якоїсь неназваної великої держави робить спробу вбити каллістян і зруйнувати їх корабель, однак ця диверсія терпить невдачу.
Каллістяни відлітають на свою планету, з ними летять два молодих землянина — лікар Петро Широков і астроном Георгій Синяєв. Опису їх польоту та перебування в системі Сіріуса присвячена друга книга дилогії — «Каллістяни».

## Відгуки на роман
Роман був дуже тепло прийнятий дитячою аудиторією, в рейтингу дитячих бібліотек він довго займав перші місця. Дилогія про Каллісто стала першим твором вітчизняної фантастики, породившим невідоме тоді в СРСР явище — створення фан-клубів. При дитячих бібліотеках десятками формувалися товариства шанувальників романів, які писали продовження — книги і розповіді з світу Каллісто (те, що зараз називається фанфіками), створювали музеї Каллісто, становили енциклопедію Каллісто, і так далі.
Викликав роман Мартинова і критичні відгуки — зокрема, його критикували за штампи, відсутність фантазії і яскравих характерів.

## Публікації роману

### Російською мовою
- Мартинов Р. Планетний гість: Фантаст. повість (Скор.) /Рис. А. Вигравецького. -44 С.-63. // Юність. — 1957. — № 9 (С. 44-63), 10 (С. 72-101).
- Мартинов Р. Каллісто: Навч.-фантаст. роман. — Л. : Детгіз, 1957. — 256 с. — 90000 прим. (Рис. Л. Рубінштейна)
- Мартинов Р. Каллісто: Навч.-фантаст. роман. — Ташкент : Об'єднан. вид-во "Кеіл Узбекистан", "Правда Сходу", "Узбекистони сурх", 1958. — 260 с. — 45000 прим. (Рис. Л. Рубінштейна)
- Мартинов Р. Каллісто: Навч.-фантаст. роман:[У 2-х кн.]. — Л. : Детгіз, 1962. — 541 с. — 100000 прим. (Рис. Л. Рубінштейна)
- Мартинов Р. Каллісто: Навч.-фантаст. роман:[У 2-х кн.]. — Л. : Леніздат, 1989. — 479 с. — 200000 прим. — ISBN 5-289-00457-2. (Худож. Ст. Мішин)

### Іншими мовами
- Мартинов Р. Калісто. — Софія : Нар. культура, 1963. — 96 с. (пер.  болгарською Е. Хаджиєва)
- [Мартинов Р.]. [Каллісто]. — Пекін : Чжунґо циннянь чубаньше, 1958. (пер. китайською Ван Чунлян)
- [Мартинов Р.]. [Каллісто]. — Пхеньян : Адон тосо чхульпханса, 1959. — 310 с. (пер. корейською Хан Тон Хо)
- Мартинов Р. Каллісто гаріг. — Улан-Батор : Улсин хевлелійн газар, 1969. — 557 с. (пер. монгольською П. Батаа)